# 微红新月蕨
微红新月蕨（学名：Pronephrium megacuspe）为金星蕨科新月蕨属下的一个种。